# Leshnjë
Leshnjë è una frazione del comune di Skrapar in Albania (prefettura di Berat).
Fino alla riforma amministrativa del 2015 era comune autonomo, dopo la riforma è stato accorpato, insieme agli ex-comuni di Çepan, Çorovodë, Gjerbës, Bogovë, Potom, Qendër Skrapar, Vendreshë e Zhepë a costituire la municipalità di Skrapar.

## Località
Il comune è formato dall'insieme delle seguenti località:
- Turbohova
- Kapinova
- Krasta
- Krushova
- Faqekuqe
- Gostrenski
- Leshnja
- Vlusha